# Alexis Sánchez
Alexis Alejandro Sánchez Sánchez (* 19. prosince 1988 Tocopilla), známý jako Alexis Sánchez, je chilský profesionální fotbalista, který hraje na pozici útočníka za italský klub Inter Milán a za chilský národní tým. Bývá často označován za nejlepšího chilského fotbalistu v historii.
Sánchez je odchovanec chilského klubu Cobreloa, ze kterého v roce 2006 přestoupil do italského Udinese. Po hostováních v chilském Colo-Colo a argentinském River Plate, na kterých pomohl klubům k zisku ligové trofeje, se stal klíčovým hráčem Udinese a v roce 2011 si jej vyhlédla španělská Barcelona. S katalánským klubem získal šest trofejí, včetně titulu v La Lize a Copa del Rey. V létě 2014 zamířil do londýnského Arsenalu, se kterým vyhrál dvakrát FA Cup, byl zvolen nejlepším hráčem anglické Premier League za ročník 2014/15 a ve stejné sezóně se objevil v nejlepší jedenáctce soutěže. Po čtyřech letech se přesunul do Manchesteru United. Po neúspěšné sezóně zamířil na hostování do Interu Milán, kam v roce 2020 přestoupil na trvalo. Po zisku titulu v Serii A se dohodl na ukončení smlouvy v klubu a jako volný hráč zamířil do Olympique Marseille. V roce 2023 přestoupil zpátky do italského klubu Inter Milán.
Sánchez debutoval v chilské reprezentaci v roce 2006. S reprezentací vyhrál dvakrát turnaj Copa América, a to v letech 2015 a 2016. K srpnu 2022 platilo, že je Sánchez rekordmanem reprezentace Chile jak v počtu odehraných zápasů (146), tak v počtu vstřelených gólů (48).

## Klubová kariéra

### CF Cobreloa
Sánchez je odchovancem chilského klubu CD Cobreloa, v jehož akademii se setkal například s Charlesem Aránguizem či Eduardem Vargasem. V únoru 2005 se stal součástí A-týmu. Sánchez debutoval v zápase proti Deportes Temuco a svůj první gól v dresu Cobreloa vstřelil 19. března 2005 do sítě Deportes Concepción. Svůj první zápas v Poháru osvoboditelů odehrál o dva dny později proti kolumbijskému klubu Once Caldas. Jeho velkého talentu si všimli skauti Udinese Calcio, klubu italské Serie A.

### Udinese
Dne 21. dubna 2006, po sezóně a půl, kterou Sánchez strávil v A-týmu Cobreloa, jej italské Udinese odkoupilo, a to za částku okolo 3 milionů euro.

#### Colo-Colo (hostování)
Ihned po přestupu do Itálie jej Udinese poslalo na hostování zpátky do Chile, kde na rok posílil Colo-Colo. Svého debutu v klubu se dočkal 23. června 2006 při remíze 1:1 s CD Antofagasta. Svůj první gól v dresu Colo-Colo vstřelil 29. října v derby proti Universidad de Chile při výhře 4:2. V průběhu podzimu 2006 se dokázal prosadit do základní sestavy klubu. Svoji první branku v mezinárodním zápase vstřelil při výhře 7:2 nad kostarickým LD Alajuelense v zápase Copa Sudamericana. S klubem došel až do finále soutěže, ve kterém se střetl s mexickým klubem CF Pachuca. Colo-Colo zápas prohrálo 1:2. 23. prosince 2006 však získal Sánchez svoji první klubovou trofej, a to když po výhře nad Audax Italiano vyhrálo Colo-Colo Clausura 2006 Primera División.
Dne 23. března 2007 dal své první góly v Poháru osvoboditelů, když zaznamenal hattrick do sítě venezuelského Caracasu při výhře 4:0. V lize se Sánchezovi však příliš nedařilo, když v průběhu jarní části soutěže vstřelil ve 14 zápasech jediný gól. Poté, co Colo-Colo porazilo 1:0 CD Palestino, však Sánchez slavil další ligový titul, když klub ovládl Apertura 2007 Primera División.

#### River Plate (hostování)
V létě 2007 odešel Sánchez na další roční hostování, tentokráte do argentinského klubu CA River Plate. V argentinské nejvyšší soutěži debutoval 26. srpna, když v 61. minutě zápasu proti San Martín de San Juan vystřídal Maura Rosalese. Hned ve svém druhém utkání v klubu se zapsal na střeleckou listinu, když se gólem a asistencí na branku Radamela Falcaa zasloužil velkou měrou za výhru 4:2 nad Estudiantes de La Plata. V podzimní části sezóny odehrál dohromady 6 zápasů, ve kterých vstřelil 2 branky a na další 2 přihrál.
V jarní části sezóny se Sánchez stal stabilním členem základní sestavy River Plate, byť jeho produktivita poklesla. Dvěma góly a jednou asistencí však pomohl River Plate k výhře v Primera División.

#### Sezóna 2008/09
Do Udinese přišel Sánchez v červnu 2008 již jako vítěz argentinské a chilské ligy. V klubu se setkal mj. s krajanem Mauriciem Islou. Svůj nesoutěžní debut v dresu Udinese si Sánchez odbyl 27. července 2008 proti Bassano Virtus. Svým výkonem, který okořenil asistencí na úvodní branku Antonia Di Nataleho, si řekl o místo v týmu i v soutěžních zápasech. V Serii A debutoval 14. září, když v 58. minutě zápasu proti Juventusu vystřídal Di Nataleho. Svůj první zápas v evropských pohárech odehrál o čtyři dny později, když se objevil v základní sestavě zápasu prvního kola Poháru UEFA proti německé Borussii Dortmund. Na svůj první zápis do listiny střelců musel Sánchez počkat až do 19. října, když se v zápase 7. kola Serie A proti Lecce trefil dvě minuty po svém příchodu na hřiště po vystřídání Simoneho Pepeho. Zápas skončil remízou 2:2. 29. října dalekonosnou ránou otevřel zápasu proti Catanii, který Udinese vyhrálo 2:0 a upevnilo si průběžné 1. místo v lize. Následně pak přišlo období, kdy se přestalo dařit Udinese i samotnému Sánchezovi, který byl za své výkony kritizován. Svůj další gól vstřelil chilský útočník až 8. února následujícího roku, když v 90+2. minutě vstřelil jedinou branku ligového zápasu proti Bologne. Jednalo se o jeho poslední branku v sezóně, kterou Udinese zakončilo na 7. příčce v lize a vypadnutím ve čtvrtfinále Poháru UEFA proti Werderu Brémy.

#### Sezóna 2009/10
V sezóně 2009/10 se Sánchez přesunul na pozici křídelníka, když na hrotu dostával přednost kapitán Di Natale a Antonio Floro Flores. V říjnu 2009 prodloužil svoji smlouvu v klubu do června 2014. Dne 12. listopadu 2009 podstoupil Sánchez operaci s kýlou; kvůli rehabilitaci se na hřiště vrátil až v lednu 2010. Sánchez byl jedním z klíčových hráčů Udinese na cestě do semifinále Coppa Italia, ve kterém se střetlo s AS Řím, když zářil zejména ve čtvrtfinále proti AC Milán (asistence na vítězný gól Gökhana Inlera). Po úvodní semifinálové prohře 0:2 na postup do finále nestačila domácí výhra 1:0, kterou jediným gólem zařídil právě Sánchez. V jarní části sezóny se Sánchez nadobro probojoval do základní sestavy Udinese a upozornil na sebe zejména na přelomu dubna a května, když vstřelil 4 ligové branky (v zápasech proti Juventusu, Livornu, Sieně a Cagliari). Sezónu zakončil s bilancí 36 odehraných zápasů, 6 vstřelených gólů a 6 asistencí.
Po Mistrovství světa 2010, na kterém předváděl Sánchez skvělé výkony, se začaly objevovat mnohé spekulace o jeho odchodu do většího klubu. Udinese ale Chilana nechtělo prodat za nízkou cenu a podle italských médií jeho cenu stanovilo na 30 milionů eur.

#### Sezóna 2010/11
Sánchez vstupoval do sezóny 2010/11 už jako klíčový hráč Udinese, které šlo do sezóny s vysokými ambicemi. Se Sánchezem v základní sestavě však Udinese prohrálo první 4 ligové zápasy a Sánchez na výsledkovou i herní mizérii doplatil ztrátou místa v sestavě. Své první kanadské body v sezóně si připsal 31. října, když gólem a asistencí rozhodl o výhře 2:0 nad Bari. Sánchez následně zažil i povedený start do kalendářního roku 2011, když navázal na svoji branku z posledního zápasu roku 2010 proti Laziu góly v dalších třech po sobě jdoucích zápasech, a to proti Chievu Verona, AC Milán a Janovu. O chilského útočníka se v lednu vážně zajímal Inter Milán či vedení londýnské Chelsea. Sportovní ředitel Udinese Fabrizio Larini však nabídku odmítl: "Sánchezův odchod v lednu? Už jsme jednou řekli, že neodejde dříve než v červnu." 27. února 2011 vstřelil Sánchez čtyři ze sedmi gólů, které jeho tým uštědřil soupeři z Palerma při vítězství 7:0, přičemž v utkání odehrál pouze 52 minut. Překonal tak chilský rekord Serie A v počtu branek jednoho hráče v zápase. Sánchez zakončil sezónu s úctyhodnou bilancí 12 vstřelených branek a 11 asistencí a výrazně klubu pomohl ke čtvrtému místu v tabulce. Deník La Gazzetta dello Sport ho dokonce zvolil hráčem roku v italské lize.
V létě 2011 se začaly množit spekulace o jeho odchodě z Udinese. Mezi největší zájemce patřila španělská Barcelona, anglický Manchester City či italské kluby Inter Milán a Neapol.

### FC Barcelona

#### Sezóna 2011/12
Chilského útočníka nakonec 20. července 2011 získala španělská Barcelona, která italskému Udinese zaplatila 26 milionů eur a dalších 11,5 milionu na bonusech. Sánchez se stal prvním chilským hráčem, který kdy za tento klub hrál.
Svého debutu v dresu Barcelony pod vedením Pepa Guardioly se dočkal 14. srpna 2011, když odehrál celé utkání prvního zápasu Supercopa de España proti Realu Madrid; zápas skončil remízou 2:2. Do odvety o tři dny později nenastoupil a pouze z lavičky sledoval výhru Barcelony 3:2, díky které získal svoji první trofej ve Španělsku. 26. srpna se radoval ze své druhé trofeje ve svém novém angažmá, a to když při výhře 2:0 nad Portem v Superpoháru UEFA vystřídal Davida Villu. Ve španělské nejvyšší soutěži Sánchez debutoval 29. srpna 2011 v zápase proti Villarrealu. K výhře 5:0 přispěl svým premiérovým gólem v dresu Blaugranas, když na začátku druhého poločasu využil krásného centru Thiaga a zvýšil na průběžných 3:0. O týden později, v zápase La Ligy proti Realu Sociedad, nejprve asistoval na úvodní branku Xaviho, nicméně v 31. minutě utrpěl v souboji s Danim Estradou zranění stehenního svalu a musel být vystřídán.
Na hřiště se vrátil až 1. listopadu, když si odbyl svůj debut v Lize mistrů, a to v zápase proti Viktorii Plzeň při výhře 4:0. 29. listopadu se dvěma góly výrazně přispěl k výhře 4:0 nad Rayem Vallecano. Střelecky se prosadil i v následujícím ligovém utkání proti Levante (výhra 5:0) a také v El Clásicu proti Realu Madrid na Santiago Bernabéu (výhra 3:1). V prosinci odcestoval Sánchez s Barcelonou do Japonska na mistrovství světa klubů 2011. Na turnaji nastoupil jen do semifinále proti katarskému klubu Al-Sadd SC. Ze zápasu, který skončil výhrou Barcelony 4:0, si odnesl zranění stehenního svalu. Do finále proti brazilskému Santosu nenastoupil; katalánský klub i přesto vyhrál 4:0 a získal již svoji třetí trofej v sezóně.
Dne 14. února 2012 se rozeběhla jarní vyřazovací část Ligy mistrů. Barcelona se v osmifinále střetla s německým Bayerem Leverkusen se Sánchezem v základní sestavě. Chilský útočník dvěma góly rozhodl o výhře 3:1 a dal Barceloně slibný náskok do odvety. V ní Sánchez chyběl z důvodu zranění, katalánský celek ale v zápase dominoval a vyhrál jej 7:1, pětkrát se trefil Messi. Po postupu ve čtvrtfinále přes AC Milán čekal Barcelonu souboj s londýnskou Chelsea. 18. dubna se kluby střetly na Stamford Bridge. Barcelona, se Sánchezem v základní sestavě, byla v utkání lepším mužstvem, nicméně jediný gól zápasu vstřelil v samotném závěru prvního poločasu útočník Chelsea Didier Drogba. I odvetný zápas se odvíjel v podobném tempu jako ten první, když londýnský celek prakticky celý zápas bránil. I přesto se z postupu radovala právě Chelsea po remíze 2:2.
Sánchez byl jedním z klíčových hráčů v zápasech Copa del Rey. Po postupu přes Osasunu, Real Madrid a Valencii se Barcelona utkala 25. května 2012 ve finále proti Athelticu Bilbao na madridském stadionu Vicenteho Calderóna. Sánchez nastoupil v základní sestavě po boku Lionela Messiho a Pedra a svým výkonem pomohl k výhře 3:0 a k zisku další trofeje.
Sánchez ve své premiérové sezóně v dresu Barcelony odehrál dohromady 41 utkání, ve kterých vstřelil 14 branek a na dalších 7 přihrál. V lize skončila Barcelona s 91 body na druhém místě za rivalským Realem Madrid, který získal pod vedením Josého Mourinha rekordních 100 bodů.

#### Sezóna 2012/13
První zápas v sezóně 2012/13 odehrál Sánchez 23. srpna, když se objevil v základní sestavě utkání Supercopa de España proti Realu Madrid. Zápas skončil výhrou Blaugranas 3:2. I v odvetném zápase byl Sánchez na hřišti od první minuty, ale poté, co Real vedl po půlhodině 2:0, se rozhodl Pep Guardilo vystřídat Sáncheze za obránce Martína Montoyu. Po brance Lionela Messiho se Barcelona nedokázala znovu prosadit a zápas skončil její prohrou 2:1. Real Madrid díky pravidlu venkovních gólů slavil zisk trofeje.
Sánchez vstřelil svůj první gól v sezóně 2. října, když brankou přispěl k výhře 2:0 nad portugalskou Benficu v zápase základní skupiny Ligy mistrů. Na svoji první branku v La Lize si musel Sánchez počkat až do 10. února, kdy se střelecky prosadil při výhře 6:1 nad Getafe. Forma jej zastihla až v závěru sezóny, když nejprve dvěma góly a dvěma asistencemi rozhodl o výhře 5:0 nad Mallorcou. Následně se Sánchez prosadil i v zápasech proti Bilbau, Realu Betis, Atléticu Madrid a Espanyolu.
Osmi brankami a deseti asistencemi se podílel na zisku ligového titulu s náskokem 15 bodů na druhý Real Madrid. Barcelona si tak alespoň z části spravila chuť po semifinálovém vyřazení v Lize mistrů s Bayernem Mnichov (prohry 0:4 a 0:3).

#### Sezóna 2013/14
Sánchez se střelecky prosadil hned v prvním soutěžním zápase sezóny 2013/14. V zápase prvního kola La Ligy gólem přispěl k vysoké výhře 7:0 nad Levante.
Sánchez odehrál 21. srpna 2013 celé utkání prvního zápasu Supercopa de España proti Atléticu Madrid, které skončilo remízou 1:1. O týden později sehrály oba kluby odvetný zápas. Sánchez odehrál 65 minut předtím, než jej vystřídal Pedro. Ani tento zápas vítěze nenašel, ale po bezbrankové remíze se z trofeje radovala Barcelona díky pravidlu venkovních gólů.
26. října rozhodl Sánchez El Clásico proti Realu Madrid, když v 78. minutě ligového střetnutí vstřelil vítězný gól. Barceloně i Sánchezovi se vydařila podzimní část sezóny, když na přelomu kalendářního roku katalánský celek průběžně vedl ligovou tabulku a bez větších problémů postoupila ze základní skupiny Ligy mistrů a Chilan měl na svém kontě již 8 ligových branek a 4 asistence.
I začátek roku 2014 vyšel Sánchezovi dokonale, když 5. ledna plně nahradil chybějící superhvězdy Messiho a Neymara, nastřílel do sítě Elche tři góly a radoval se ze svého prvního hattricku v dresu Blaugranas. Na přelomu ledna a února se střelecky prosadil ve čtyřech po sobě jdoucích zápasech a pomohl Barceloně se udržet na prvním místě v lize. To však nadobro ztratila 22. února po prohře s Realem Sociedad. Poté, co Barcelona v dubnu nejprve vypadla ve čtvrtfinále Ligy mistrů (po výsledcích 1:1 a 0:1 postoupilo Atlético Madrid) a o týden později prohrála finále Copa del Rey proti Realu Madrid (prohra 1:2), se plně soustředila na domácí ligovou soutěž. O jejím vítězi nebylo rozhodnuto až do posledního kola, ve kterém se v přímém souboji utkala Barcelona s Atléticem Madrid. Katalánský celek potřeboval k zisku trofeje na domácím stadionu Atlético porazit a právě Sánchez v 34. minutě k tomu udělal první krok, když otevřel po přihrávce Lionela Messiho skóre. V 49. minutě však srovnal Diego Godín, na tuto branku již ofenzíva Blaugranas odpovědět nedokázala, a tak se z mistrovského titulu radovalo Atlético.
Sánchez zakončil sezónu se skvělými statistikami. Nastoupil do 54 soutěžních zápasů, v nichž vstřelil 21 branek a na dalších 16 přihrál. V létě se začaly rojit spekulace o Sánchezově odchodu z Barcelony, nicméně vedení klubu uvedlo, že chilský reprezentant není na prodej.

### Arsenal FC

#### Sezóna 2014/15
V červenci 2014 však Sánchez přece jen přestoupil, když jej za 35 milionů liber vykoupil anglický klub Arsenal FC. Svého soutěžního debutu v klubu se dočkal 10. srpna, když odehrál první poločas Community Shieldu proti Manchesteru City. O poločasové přestávce jej vystřídal Alex Oxlade-Chamberlain. Zápas skončil vítězstvím Gunners 3:0, a Sánchez tak získal svoji první trofej v novém působišti opět v hned prvním utkání, do kterého nastoupil.
V anglické nejvyšší soutěži Sánchez debutoval 16. srpna. V prvním kole nové sezóny odehrál celé utkání proti Crystal Palace a v nastavení prvního poločasu asistencí na branku Laurenta Koscielnyho nastartoval Arsenal k otočení zápasu, který nakonec skončil 2:1 pro Gunners. O tři dny později se objevil v základní sestavě zápasu čtvrtého předkola Ligy mistrů proti tureckému Beşiktaşi. V utkání gól nepadl, a tak o postupujícím rozhodla až odveta, která se odehrála o týden později. Sánchez, jenž nastoupil na hrotu útoku, rozhodl o postupu Arsenalu jedinou brankou v utkání.
Svoji první branku v ligové soutěži Sánchez vstřelil 31. srpna, a to do sítě Leicesteru při remíze 1:1. Na tento počin navázal i v následujícím kole, když se prosadil v utkání proti Manchesteru City. V lize se Sánchezovi dařilo, což potvrdil na přelomu října a listopadu, když nejprve gólem a asistencí stál za ziskem bodu v utkání proti Hullu City (remíza 2:2), následně vstřelil jediné dva góly zápasu se Sunderlandem, dvěma góly rozhodl o výhře 3:0 nad Burnley a branku vstřelil i při prohře 1:2 se Swansea. V 89. minutě zápasu proti Southamptonu zařídil jediným gólem v utkání tři body pro celek vedený Arsènem Wengerem. Svůj desátý gól v Premier League vstřelil 26. prosince v zápase proti Queens Park Rangers. V utkání, které skončilo výhrou Gunners 2:1 asistoval i na branku Tomáše Rosického.
Dne 23. září odehrál celé utkání třetího kola EFL Cupu proti Southamptonu a ve 14. minutě z přímého kopu otevřel skóre. Southampton však góly Tadiće a Clynea utkání otočil a postoupil do dalšího kola.
Sánchez se okamžitě zařadil mezi nejvýraznější postavy Gunners, když již od začátku sezóny nastupoval za londýnský celek v základní sestavě.
V podzimní části vstřelil i tři branky v rámci základní skupiny Ligy mistrů, když se prosadil do sítě Galatasaraye, Anderlechtu i Borussie Dortmund. V osmifinále se Arsenal utkal s AS Monaco. Po úvodní domácí prohře 1:3 Gunners k postupu nestačila ani výhra 2:0 v odvetě a kvůli pravidlu venkovních gólů byli ze soutěže vyřazeni.
4. ledna gólem a asistencí rozhodl utkání třetího kola FA Cupu proti Hullu City (výhra 2:0). Poté, co Arsenal postoupil i přes Brighton, Middlesbrough a Manchester United, se v semifinále střetl s Readingem. Sánchez v 39. minutě po asistenci Mesuta Özila otevřel skóre, nicméně Reading zápas poslal zásluhou skórujícího McClearyho do prodloužení. V něm se opět prosadil chilský reprezentant a rozhodl o postupu Arsenalu do finále. V něm se utkal s Aston Villou. Sánchez, který se opět objevil v základní sestavě, nejprve asistoval na úvodní branku Thea Walcotta a následně se sám střelecky prosadil. Ve zbytku utkání ještě přidali branky Mertesacker a Giroud a po výhře 4:0 se radovali Gunners ze zisku trofeje.
Sezónu Sánchez zakončil s úctyhodnou bilancí. V 52 soutěžních zápasech vstřelil 25 branek (z toho 16 v lize) a na dalších 12 přihrál. S Arsenalem skončil v Premier League na třetí příčce, která zajistila klubu účast v následujícím ročníku Ligy mistrů.
Na konci sezóny nechyběl Sánchez v nominaci na nejlepšího hráče Premier League. Vedle něj se na šestičlenném seznamu objevili brankář Manchesteru United David de Gea, Harry Kane z Tottenhamu, liverpoolský záložník Coutinho a duo z Chelsea - záložník Eden Hazard a útočník Diego Costa. Vítězem se stal, podle hráčů, novinářů a expertů, Eden Hazard. Sánchez byl naopak zvolen nejlepším hráčem Premier League podle fanoušků. Byl také zvolen nejlepším hráčem Arsenalu. Sánchez byl jediným hráčem Arsenalu, který se objevil v nejlepší jedenáctce sezóny Premier League.

#### Sezóna 2015/16
Do přípravy Arsenalu na sezónu 2015/16 naskočil Sánchez s několikatýdenním zpožděním kvůli své účasti na Copa América. Vynechal také zápas Community Shieldu, ve kterém Arsenal porazil Chelsea 1:0. Své první utkání tak Sánchez odehrál až 9. srpna, když v zápase prvního kola Premier League proti West Hamu vystřídal v 67. minutě Mathieua Debuchyho za stavu 0:2 pro West Ham. Po Sánchezově příchodu na hřiště další branka v utkání nepadla.
Na zápis do listiny střelců si musel Sánchez počkat až do 7. kola. V něm Arsenal porazil Leicester 5:2 a chilský forvard měl na výhře velký podíl, když zaznamenal svůj první hattrick v dresu Gunners. Stal se tak prvním fotbalistou v historii, který vstřelil hattrick v zápase Serie A, La Ligy i Premier League. O tři dny později nejprve asistoval na branku Thea Walcotta a poté sám skóroval při prohře 2:3 s řeckým Olympiakosem v základní skupině Ligy mistrů. Sánchez navázal na své výkony i v ligovém utkání proti Manchesteru United. Nejprve v 6. minutě zužitkoval výbornou přihrávku Mesuta Özila a zblízka doklepl míč do sítě a o 13 minut později nechytatelnou ránou do šibenice zvýšil na konečných 3:0. Střelecky se prosadil i do sítě Watfordu v následujícím kole. Za své výkony byl odměněn oceněním pro nejlepšího hráče měsíce října v Premier League.
24. listopadu rozhodl dvěma góly a asistencí o výhře 3:0 nad Dinamem Záhřeb v Lize mistrů. O pět dní později nedohrál Sánchez zápas proti Norwichi kvůli problémům se stehenním svalem. Na hřiště se vrátil až na konci ledna následujícího roku, když odehrál závěrečnou půlhodinu utkání proti londýnské Chelsea. Sánchez byl u vyřazení Arsenalu v osmifinále Ligy mistrů s katalánskou Barcelonou, v jejímž dresu předtím působil. V dvojzápase byla Barcelona jasně lepší a po výhrách 2:0 a 3:1 zaslouženě postoupila do dalšího kola.
Svůj střelecký půst Sánchez zakončil 5. března, když se prosadil při remíze 2:2 v derby s Tottenhamem. V dubnu se postupně střelecky prosadil do sítě Watfordu, West Hamu, Crystal Palace a v zápase proti West Bromu skóroval dokonce dvakrát.
V sezóně 2015/16 pomohl Sánchez Arsenalu 13 brankami a 5 asistencemi ke konečné druhé příčce v lize.

#### Sezóna 2016/17
Po odchodu Tomáše Rosického změnil Sánchez číslo dresu, když po českém reprezentantovi přebral sedmičku. Sánchez odehrál celé utkání prvního kola Premier League proti Liverpoolu. Do statistik se poprvé v sezóně zapsal 27. srpna, když se gólem a dvěma asistencemi zasloužil za výhru 3:1 na půdě Watfordu.
Dne 13. září gólem zajistil Arsenalu bod za remízu 1:1 v zápase základní skupiny Ligy mistrů proti Paris Saint-Germain. V podzimní části soutěže se trefil ještě jednou, a to do sítě bulharského Ludogorce Razgrad při vysoké výhře 6:0.
24. září odehrál své sté utkání v dresu Arsenalu, a to proti Chelsea. Chilan k debaklu Chelsea 3:0 přispěl jedním zásahem a o pouhou jednu trefu tak zaostal za vizitkou Thierryho Henryho po první stovce startů. Na konci října 2016 vstřelil venku dva góly do sítě Sunderlandu a pomohl vyhrát 4:1, a prodloužit tak sérii bez porážky na devět duelů. Druhý z jeho gólů byl jeho 50. za Arsenal. 27. listopadu dal dvě branky do sítě Bournemouthu a pomohl Arsenalu k výhře 3:1. Další branky přidal hned v následujícím zápase, když hattrickem rozhodl o výhře Arsenalu 5:1 na půdě West Hamu.
V osmifinále Ligy mistrů narazil Arsenal na německý Bayern Mnichov. Po dvou vysokých prohrách 1:5 se však se soutěží rozloučili opět před branami čtvrtfinále. Sánchez vstřelil jedinou branku svého týmu v prvním zápase.
Dne 4. března jej trenér Arsène Wenger překvapivě nevybral do základní sestavy utkání šlágru kola proti Liverpoolu. Sánchez měl jeden z tréninků po debaklu v Mnichově naštvaně opustit ještě před jeho skončení, kvůli čemuž ho následně v kabině pár spoluhráčů konfrontovalo. Proto se Wenger rozhodl svou největší hvězdu potrestat místem na lavičce. Sánchez dával frustraci najevo už delší dobu. Po remíze 3:3 s Bournemouthem vzteky praštil svými rukavicemi o zem, při svém stažení během demolice Swansea ve prospěch vracejícího se maroda Welbecka se rovněž nahlas rozčiloval a během prohry s Bayernem se rozeřval na spoluhráče Oxlade-Chamberlaina.
Venku na hřišti Stoke City 13. května 2017 přispěl gólem k výhře Arsenalu 4:1 a přiblížil se počinu Kevina Phillipse ze sezóny 1999/00 v počtu vstřelených venkovních gólů v Premier League za sezónu (16). Tento byl jeho 15. gólem venku. V posledních čtyřech kolech sezóny vstřelil 5 branek, nicméně ani tímto počinem nedokázal posunout Arsenal na konečné čtvrté místo, zajištující postup do Ligy mistrů v následující sezóně.
Sánchez brankami ve čtvrtfinále proti Lincolnu City (výhra 5:0) a v semifinále proti Manchesteru City (výhra 2:1 po prodloužení) pomohl Arsenalu k postupu do finále FA Cupu. V něm se Arsenal utkal s Chelsea. Sánchez ve čtvrté minutě otevřel skóre, a nasměroval tak k tým k výhře 2:1 a k zisku pohárové trofeje.
Na konci sezóny byl zvolen nejlepším hráčem Arsenalu za ročník 2016/17 a byl také v závěrečné šestičlenné nominaci na nejlepšího hráče celé Premier League. Byl nejlepším střelcem klubu s 24 brankami v Premier League, dalších 6 přidal v dalších soutěžích a dohromady asistoval na dalších 18 gólů.
V průběhu celé sezóny se začalo spekulovat o Sánchezově odchodu z klubu, jelikož se stále nedohodl s londýnským klubem na prodloužení kontraktu. Ten stávající měl Sánchezovi vypršet v červnu roku 2018. Vedení Arsenalu odmítlo nabídku Manchesteru City ve výši 50 miliónů liber.

#### Sezóna 2017/18
Sánchez si z Konfederačního poháru odnesl drobné zranění. Kvůli nataženým tříslům přišel Sánchez o první dva ligové duely v nové sezóně. Své první utkání v sezóně tak Sánchez odehrál 27. srpna, když byl u prohry 0:4 proti Liverpoolu. Svůj první gól v ročníku 2017/18 vstřelil 14. září do sítě 1. FC Köln při výhře 3:1 v zápase základní skupiny Evropské ligy. V lize se Sánchez prosadil až v 9. kole, kdy gólem a asistencí pomohl Arsenalu k výhře 5:2 na hřišti Evertonu.
V zimě 2018 se začalo spekulovat o jeho odchodu z klubu, když odmítl podepsat novou smlouvu. Arsenal požadoval za chilského forvarda 35 milionů liber. Mezi nejzávažnější zájemce patřily oba kluby z Manchesteru či Liverpool.

### Manchester United

#### Sezóna 2017/18
Sánchez se stal v lednu 2018 hráčem Manchesteru United. Ten se dohodl s Arsenalem na výměně za Henricha Mchitarjana. V klubu podepsal smlouvu do roku 2022. V novém angažmá se dočkal svého debutu 26. ledna. Nastoupil v základní sestavě a asistencí se podílel na postupu do osmifinále FA Cupu. Na hřišti Yeovilu ze čtvrté ligy zvítězili svěřenci trenéra Josého Mourinha 4:0. Svůj ligový debut v dresu Red Devils si odbyl o pět dní později, když odehrál celé utkání na hřišti Tottenhamu, nicméně prohře 0:2 zabránit nedokázal.
3. února vstřelil svůj první gól ve svém novém angažmá, a to při výhře 2:0 nad Huddersfieldem na Old Trafford. Na svůj další ligový gól čekal až do konce března, kdy byl hráčem utkání v zápase se Swansea. Nejprve v 5. minutě asistoval na úvodní branku Romelua Lukakua a o čtvrthodinu později se sám střelecky prosadil, když dal gól na konečných 2:0 a vrátil Red Devils zpátky na druhé místo tabulky. V následujícím kole bylo na programu Manchesterské derby, v němž se Sánchez objevil v základní sestavě. Asistencemi na branky Paula Pogby a Chrise Smallinga dokázal pomoci United otočit průběh zápasu a vyhrát zápas 3:2.
Sánchez odehrál také oba duely osmifinále Ligy mistrů proti španělské Seville. První zápas v Andalusii skončil bezbrankovou remízou (zejména díky skvělému výkonu brankáře United Davida De Gey); odvetu zvládla lépe Sevilla a po výhře 2:1 vyřadila United ze soutěže.
Sánchez nastoupil ve své premiérové sezóně v dresu Red Devils k 18 utkáním, ve kterých vstřelil jen 3 branky. Sám Sánchez přiznal, že od sebe čekal lepší výkony.

#### Sezóna 2018/19
Sánchez neodcestoval v létě 2018 s Manchesterem United na přípravném turné do Spojených států kvůli problémům s vízy. Alexis je nedostal kvůli tomu, že byl potrestán za neplacení daní ve Španělsku. Sánchez se i přesto objevil v základní sestavě United v prvním kole nového ročníku Premier League proti Leicesteru a byl u výhry 2:1.
Svůj první, a zároveň jediný, ligový gól v sezóně vstřelil Sánchez 6. října, a to do sítě Newcastlu při výhře 3:2. Na podzim 2018 preferoval trenér Mourinho na levé straně útoku Anthonyho Martiala. Chilský útočník se nedostal ani do nominace pro zápas Ligy mistrů s Young Boys Bern a chtěl z klubu odejít.
Na přelomu listopadu a prosince si Sánchez poranil stehenní sval. Toto zranění jej vyřadilo ze hry až do konce kalendářního roku. Na hřiště se vrátil až 2. ledna následujícího roku, a to když v 63. minutě ligového utkání s Newcastlem vystřídal Juana Matu. Deset minut před koncem asistoval na branku Marcuse Rashforda na konečných 2:0.
Na začátku března utrpěl Sánchez v zápase se Southamptonem zranění kolenních vazů a délka absence se odhadovala až na dva měsíce. Své první soutěžní utkání od zranění odehrál 16. dubna, když nastoupil na posledních deset minut utkání čtvrtfinále Ligy mistrů proti španělské Barceloně. Ta utkání vyhrála jasně 3:0 a po předchozí výhře 1:0 postoupila do semifinále.
Sánchez se v průběhu svého angažmá na Old Trafford nedokázal prosadit a v 32 ligových zápasech dal pouhé tři branky.

### Inter Milán

#### Sezóna 2019/20 (hostování)
V srpnu 2019 odešel hostovat na jeden rok do milánského Interu, který hradil větší část z jeho platu takřka 400 tisíc liber za týden. Součástí hostování byla i opce na přestup za patnáct milionů eur.
Za Inter debutoval proti Udinese při výhře 2:0 ve druhém kole italské ligové soutěže, Serie A. Trenér Antonio Conte jej poslal do hry v 79. minutě. Svůj první gól v Interu vstřelil 28. září v ligovém zápase proti Sampdorii, když ve 22. minutě zvyšoval na 2:0. Sánchez však utkání nedohrál, jelikož v 46. minutě obdržel druhou žlutou kartu, a to po nafilmovaném pádu. Svůj první zápas v pohárové Evropě v dresu Interu odehrál o 4 dny později, když se objevil v základní sestavě zápasu Ligy mistrů proti Barceloně. Už ve třetí minutě asistoval na branku Lautara Martíneze, nicméně Barcelona dokázala průběh zápasu otočit a vyhrát 2:1.
V říjnu, po odehrání čtyř utkání v dresu Nerazzurri, si z reprezentačního srazu odnesl zraněné vazy v kotníku, se kterými musel podstoupit operační zákrok a mimo hru byl tři měsíce. Do zápasu nastoupil až 14. ledna, a to proti Cagliari v Coppa Italia.
Do března 2020, kdy byly veškeré fotbalové soutěže přerušeny kvůli pandemii covidu-19, měl Sánchez na svém kontě pouze 9 ligových utkání, ve kterých vstřelil jediný gól. Tato nelichotivá bilance znamenala, že Inter neměl v plánu využít opce na trvalý přestup.
Po znovu nastartování italské Serie A v červnu chytil Sánchez druhý dech a byl produktivní. 1. července gólem a dvěma asistencemi pomohl k výhře 6:0 nad Brescií. Dvě asistence si na své konto připsal i v zápase proti Turínu (výhra 3:1), zápas proti SPAL naopak rozhodl asistencí a vstřeleným gólem (výhra 4:0). Střelecky se prosadil i při výhře 3:0 nad Janovem. Inter zakončil sezónu na druhé příčce s odstupem jednoho bodu na první Juventus.
Sánchez odcestoval s klubem i na závěrečný turnaj Evropské ligy do Německa, když se Inter dohodl s Manchesterem United na prodloužení hostování do konce sezony prodloužené kvůli pandemii covidu-19. Sánchez se objevil na závěrečné minuty v zápase osmifinále proti Getafe (výhra 2:0) a ve čtvrtfinále proti Leverkusenu (výhra 2:1). Ve finále se Inter střetl se Sevillou. Sánchez nastoupil do hry v 78. minutě za stavu 2:3 pro španělský celek. Další gól v utkání nepadl, a tak Sánchez odešel z finále jako poražený.

#### Sezóna 2020/21
V létě 2020 se Sánchez stal kmenovým hráčem Interu Milán, se kterým podepsal tříletý kontrakt. Do italského klubu přestoupil jako volný hráč, když po návratu z hostování se dohodl na ukončení smlouvy s Manchesterem United. Sánchez nastoupil do prvního kola Serie A proti Fiorentině jako střídající hráč, když v 78. minutě vystřídal Ivana Perišiće za stavu 2:3 pro Fiorentinu. V 87. minutě srovnal Lukaku a o dvě minuty později dokonal obrat, po asistenci Sáncheze, Danilo D'Ambrosio. O čtyři dny později se Sánchez objevil v základní sestavě a další asistencí přispěl k výhře 5:2 nad Beneventem.
Svoji první branku v sezóně vstřelil 22. listopadu, když v 64. minutě utkání proti Turínu nastartoval obrat Nerazzurri. Inter otočil průběh zápasu z 0:2 na 4:2.  Sánchez se střelecky prosadil i o týden později na půdě Sassuola při výhře 3:0. Následovalo období Sánchezova střeleckého půstu, které Chilan ukončil 28. února 2021 při výhře 3:0 nad Janovem. 4. března vstřelil jediné dva góly svého týmu při výhře 2:1 nad Parmou.
Další dvě branky přidal Sánchez 8. května, když pomohl Interu k výhře 5:1 nad Sampdorií. V době tohoto zápasu již bylo rozhodnuto o ligovém titulu pro Inter, který tak ukončil dlouholetou nadvládu Juventusu.
Sánchez v sezóně 2020/21 nastoupil do 38 soutěžních utkání, povětšinou jako střídající hráč, ve kterých vstřelil 7 branek a přidal dalších 8 asistencí.

#### Sezóna 2021/22
Svůj první zápas v sezóně 2021/22 odehrál Sánchez kvůli zranění, které si přinesl z reprezentačního srazu, až 18. září, kdy nastoupil do ligového zápasu proti Bologne. V 68. minutě asistoval na branku Edina Džeka; zápas skončil vysokým vítězstvím Nerazzurri 6:1. V základní sestavě se Sánchez poprvé v sezóně objevil až 27. října, a to v ligovém utkání proti Empoli. Trenérovi Simonemu Inzaghimu se odvděčil asistencí na úvodní branku Danila D'Ambrosia; Inter zápas vyhrál 2:0.
Svoji první branku v ročníku vstřelil Sánchez 3. listopadu do sítě Sheriffu Tiraspol při výhře 3:1 v základní skupině Ligy mistrů. V listopadu si ze srazu chilské reprezentace přivezl svalové zranění, které jej vyřadilo ze hry na 2 týdny. V prosinci se navrátil na hřiště a 12. prosince gólem a asistencí pomohl k výhře 4:0 nad Cagliari; branku vstřelil i v následujícím utkání proti Salernitaně (výhra 5:0).
12. ledna vystřídal v 75. minutě zápasu Supercoppa italiana proti Juventusu Lautara Martíneze. Zápas šel za stavu 1:1 do prodloužení, ve kterém se trefil jako jediný právě Sánchez ve 120+1. minutě. Na branku již Juventus nestihl zareagovat, a tak se z trofeje radoval Inter.
Dne 11. května se ve finále Coppa Italia střetl Inter opět s Juventusem. Za stavu 2:2 po 90 minutách se opět prodlužovalo. Po dvou brankách Perišiće v prodloužení získal Inter další trofej. Sánchez vystřídal před prodloužením Hakana Çalhanoğlua.
Inter zakončil sezónu na druhém místě s odstupem 2 bodů na první AC Milán. Sánchez vstřelil 5 ligových branek a na další 3 přihrál.
V srpnu 2022 se dohodl na ukončení smlouvy v Interu Milán, v dresu Nerazzurri ve 109 zápasech vstřelil 20 branek.

### Olympique Marseille
O dva dny později se dohodl na smlouvě ve francouzském Marseille. Jihoamerický fotbalista se Marseille upsal na dva roky, vybral si dres s číslem 70 se jmenovkou Alexis. V novém angažmá debutoval 14. srpna při ligové remíze 1:1 se Stade Brestois.

### Zpátky do Interu Milán
Dne 26. srpna 2023 klub Inter Milán oznámil návrat Sáncheze do klubu a dohodl se na jednoleté smlouvě jako volný hráč.

## Reprezentační kariéra
V chilské reprezentaci Sánchez debutoval 27. dubna 2006 v zápase proti Novému Zélandu. Prvního reprezentačního gólu se dočkal 6. září 2007 proti Švýcarsku při prohře 1:2.
S chilskou reprezentací vyhrál jihoamerické mistrovství Copa América 2015, což znamenalo historicky první titul pro Chile.
Chile na Sáncheze spoléhalo i v kvalifikaci na Mistrovství světa 2022 konaném v Kataru. Při venkovní výhře 3:2 proti Bolívii 2. února 2022 vstřelil dva góly a pomohl udržet při životě postupové naděje.

## Statistiky

### Klubové
K 28. listopadu 2020
| Klub                | Sezóna  | Liga             | Liga   | Liga | Národní pohár | Národní pohár | Ligový pohár | Ligový pohár | Kontinentální poháry | Kontinentální poháry | Ostatní | Ostatní | Celkem | Celkem |
| Klub                | Sezóna  | Liga             | Zápasy | Góly | Zápasy        | Góly          | Zápasy       | Góly         | Zápasy               | Góly                 | Zápasy  | Góly    | Zápasy | Góly   |
| ------------------- | ------- | ---------------- | ------ | ---- | ------------- | ------------- | ------------ | ------------ | -------------------- | -------------------- | ------- | ------- | ------ | ------ |
| Cobreloa            | 2005    | Primera División | 35     | 3    | —             | —             | —            | —            | 3                    | 0                    | —       | —       | 38     | 3      |
| Cobreloa            | 2006    | Primera División | 12     | 9    | —             | —             | —            | —            | —                    | —                    | —       | —       | 12     | 9      |
| Cobreloa            | Celkem  | Celkem           | 47     | 12   | —             | —             | —            | —            | 3                    | 0                    | —       | —       | 50     | 12     |
| Colo-Colo (host.)   | 2006    | Primera División | 16     | 4    | —             | —             | —            | —            | 10                   | 1                    | —       | —       | 26     | 5      |
| Colo-Colo (host.)   | 2007    | Primera División | 10     | 1    | —             | —             | —            | —            | 7                    | 3                    | —       | —       | 17     | 4      |
| Colo-Colo (host.)   | Celkem  | Celkem           | 26     | 5    | —             | —             | —            | —            | 17                   | 4                    | —       | —       | 43     | 9      |
| River Plate (host.) | 2007/08 | Primera División | 23     | 4    | —             | —             | —            | —            | 8                    | 0                    | —       | —       | 31     | 4      |
| Udinese             | 2008/09 | Serie A          | 32     | 3    | 2             | 0             | —            | —            | 9                    | 0                    | —       | —       | 43     | 3      |
| Udinese             | 2009/10 | Serie A          | 32     | 5    | 4             | 1             | —            | —            | —                    | —                    | —       | —       | 36     | 6      |
| Udinese             | 2010/11 | Serie A          | 31     | 12   | 2             | 0             | —            | —            | —                    | —                    | —       | —       | 33     | 12     |
| Udinese             | Celkem  | Celkem           | 95     | 20   | 8             | 1             | —            | —            | 9                    | 0                    | —       | —       | 112    | 21     |
| Barcelona           | 2011/12 | La Liga          | 25     | 12   | 7             | 1             | —            | —            | 6                    | 2                    | 3       | 0       | 41     | 15     |
| Barcelona           | 2012/13 | La Liga          | 29     | 8    | 6             | 2             | —            | —            | 9                    | 1                    | 2       | 0       | 46     | 11     |
| Barcelona           | 2013/14 | La Liga          | 34     | 19   | 9             | 2             | —            | —            | 9                    | 0                    | 2       | 0       | 54     | 21     |
| Barcelona           | Celkem  | Celkem           | 88     | 39   | 22            | 5             | —            | —            | 24                   | 3                    | 7       | 0       | 141    | 47     |
| Arsenal             | 2014/15 | Premier League   | 35     | 16   | 6             | 4             | 1            | 1            | 9                    | 4                    | 1       | 0       | 52     | 25     |
| Arsenal             | 2015/16 | Premier League   | 30     | 13   | 3             | 1             | 1            | 0            | 7                    | 3                    | 0       | 0       | 41     | 17     |
| Arsenal             | 2016/17 | Premier League   | 38     | 24   | 5             | 3             | 0            | 0            | 8                    | 3                    | —       | —       | 51     | 30     |
| Arsenal             | 2017/18 | Premier League   | 19     | 7    | 0             | 0             | 2            | 0            | 1                    | 1                    | 0       | 0       | 22     | 8      |
| Arsenal             | Celkem  | Celkem           | 122    | 60   | 14            | 8             | 4            | 1            | 25                   | 11                   | 1       | 0       | 166    | 80     |
| Manchester United   | 2017/18 | Premier League   | 12     | 2    | 4             | 1             | —            | —            | 2                    | 0                    | —       | —       | 18     | 3      |
| Manchester United   | 2018/19 | Premier League   | 20     | 1    | 3             | 1             | 0            | 0            | 4                    | 0                    | —       | —       | 27     | 2      |
| Manchester United   | Celkem  | Celkem           | 32     | 3    | 7             | 2             | 0            | 0            | 6                    | 0                    | —       | —       | 45     | 5      |
| Inter Milán (host.) | 2019/20 | Serie A          | 22     | 4    | 4             | 0             | —            | —            | 6                    | 0                    | —       | —       | 32     | 4      |
| Inter Milán         | 2020/21 | Serie A          | 9      | 2    | 0             | 0             | —            | —            | 5                    | 0                    | —       | —       | 14     | 2      |
| Inter Milán         | Celkem  | Celkem           | 31     | 6    | 4             | 0             | —            | —            | 11                   | 0                    | 0       | 0       | 42     | 6      |
| Celkem              | Celkem  | Celkem           | 464    | 149  | 55            | 16            | 4            | 1            | 103                  | 18                   | 8       | 0       | 634    | 184    |

1. ↑  Zápasy v Coppa Italia, Copa del Rey a FA Cupu
2. ↑  Zápasy v EFL Cupu
3. 1 2 3 4  Zápasy v Poháru osvoboditelů
4. 1 2 3  Zápasy v Copa Sudamericana
5. ↑  Zápasy v Poháru UEFA
6. 1 2 3 4 5 6 7 8 9 10  Zápasy v Lize mistrů UEFA
7. ↑  Zápas v Superpoháru UEFA
8. ↑  Zápas na Mistrovství světa klubů
9. 1 2 3  Zápasy v Supercopa de España
10. ↑  Zápas v FA Community Shield
11. 1 2  Zápasy v Evropské lize UEFA

### Reprezentační
| Chile  | Chile  | Chile |
| Rok    | Zápasy | Góly  |
| ------ | ------ | ----- |
| 2006   | 5      | 0     |
| 2007   | 4      | 1     |
| 2008   | 9      | 2     |
| 2009   | 9      | 5     |
| 2010   | 7      | 4     |
| 2011   | 11     | 2     |
| 2012   | 8      | 0     |
| 2013   | 11     | 8     |
| 2014   | 13     | 4     |
| 2015   | 14     | 5     |
| 2016   | 15     | 5     |
| 2017   | 13     | 3     |
| 2018   | 5      | 2     |
| 2019   | 8      | 2     |
| 2020   | 4      | 2     |
| Celkem | 136    | 45    |

## Úspěchy

### Klubové
Colo-Colo
- Primera División (2×)

(2006 Clausura, 2007 Apertura)
- Copa Sudamericana

 – 2006
 CA River Plate
- Primera División de Argentina (1×)

(2008 Clausura)
 FC Barcelona
- Supercopa de España (1×)

(2011, 2013)
- Superpohár UEFA (1×)

(2011)
- Primera División (1×)

(2013)
- Copa del Rey (1×)

(2012)
- Mistrovství světa ve fotbale klubů (1×)

(2011)
 Arsenal FC
- Community Shield (2×)

(2014, 2015)
- FA Cup (2×)

2014/15, 2016/17

### Reprezentační
- Copa América

 – 2015, 2016
- Mistrovství světa ve fotbale hráčů do 20 let

 – 2007

### Individuální
- Serie A – hráč měsíce (1): únor 2011
- Serie A – fotbalista roku (1): sezóna 2010/11
- Tým roku Premier League podle PFA – 2014/15[275]